# Tweede Kamerverkiezingen 2021/Kandidatenlijst/Lijst Henk Krol
Dit is de kandidatenlijst voor de Tweede Kamerverkiezingen van 2021 van Lijst Henk Krol die op 5 februari 2021 is goedgekeurd door de Kiesraad

## De lijst
1. Henk Krol, Eindhoven - 8.043 stemmen
2. Rosa Molenaar, Den Haag - 409
3. Dick van Zanten, Gorinchem - 79
4. Arjan van der Hout, Bergeijk - 50
5. Manitou Jansen, Nieuwe Pekela - 58
6. Bert Kannegieter, Bingelrade - 79
7. Justiënne de Lange-Wendt, Den Haag - 52
8. Rob Cohen, Almere - 35
9. Daan Pruimboom, Hippolytushoef - 79
10. Wilma de Mooij, Harmelen - 32
11. Jan Sikking, Diemen - 27
12. Bart Schuitenmaker, Zandvoort - 21
13. Marco van den Boomgaard, Zoetermeer - 17
14. Leen van Toor, Uddel - 14
15. John Geven, Nuenen - 43
16. Ger de Groot, Rijswijk - 10
17. Janneke Koning, Westerkwartier - 36
18. Joop Boonstra, Amsterdam - 18
19. Betty Gerber, Alkmaar - 38
20. Huub Slangen, Brunssum - 26
21. Monique Kortenoeven, Kudelstaart - 37
22. Frank Engelman, Bergeijk - 61

VVD · PVV · CDA · D66 · GroenLinks · SP · PvdA · ChristenUnie · Partij voor de Dieren · 50PLUS · SGP · DENK · FVD · BIJ1 · JA21 · Code Oranje · Volt · NIDA · Piratenpartij · LP · JONG · Splinter · BBB · NLBeter · LHK · OPRECHT · JEZUS LEEFT · TROTS · UCF · Lijst 30 · PvdE · DFP · VSN · WZNL · Modern Nederland · De Groenen · PvdR